# برنارد ر. غولدستاين
برنارد ر. غولدستاين (بالإنجليزية: Bernard R. Goldstein)‏ هو مؤرخ علوم أمريكي، ولد في 29 يناير 1938.